# Cathédrale Saint-Ménas d'Héraklion
La cathédrale Saint-Ménas (ou Hagios Minas, en grec moderne : Άγιος Μηνάς), située à Héraklion, sur l'île grecque de Crète, est un édifice religieux orthodoxe appartenant à l’Église de Crète. C'est la cathédrale de l'archevêché d'Héraklion et la primatiale de Crète.
Le patron de l'église est saint Ménas, le protecteur d'Héraklion, fêté le 11 novembre.
La cathédrale a été bâtie entre 1862-1895. La construction a été interrompue durant la révolte crétoise de 1866-1869. Il s'agit d'une des plus grandes cathédrales de Grèce, pouvant accueillir 8 000 personnes.